# Regresa (película)
Regresa es una película mexicana que estrenó el 22 de enero de 2010 en los cines. Dirigida por Alejandro González Padilla y protagonizada por Jaime Camil y Blanca Soto.

## Sinopsis
María es una joven y bella ama de casa casada con Ernesto del Valle, un poderoso empresario mexicano que no pone suficiente atención a su relación. María está convencida de que le es infiel y sus amigas sugieren tener una regresión para poder analizar y entender su relación, al terminar su terapia ella despierta pero no como María sino como una princesa vasca del siglo XV. A partir de ahí, Ernesto hace todo por recuperar a María.

## Reparto
- Jaime Camil como Ernesto del Valle.
- Blanca Soto como María González.
- Javier Tolosa como Iñaki.
- Mariana Peñalva como Isabel.
- Daniela Schmidt como Pato.
- Víctor Huggo Martin como Adolfo.
- Mónica Huarte como Olga.
- Jorge Zárate como Dr. Rodríguez.
- Yolanda Orisaga como Carito.
- Archie Lafranco como Embajador.
- David Taylor como Funcionario de Gobernación.
- Jesús Jiménez como Licenciado Rocha.
- Marlos Cruz como Paolo.
- Bernhard Seifert como tana.
- Fernando Finocheitti como Modelo argentino.

## Premios
| Year | Award                | Category                       |             | Result  |
| ---- | -------------------- | ------------------------------ | ----------- | ------- |
| 2010 | Mónaco Film Festival | Best Entertainment Film        |             | Ganador |
| 2011 | Premios Juventud     | Actriz Que Se Roba La Pantalla | Blanca Soto | Ganador |
| 2010 | Premios Juventud     | Qué Actorazo                   | Jaime Camil | Ganador |